# Jerzy Marian Gutowski

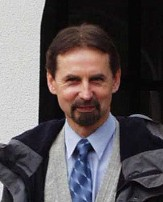
prof. J. Gutowski

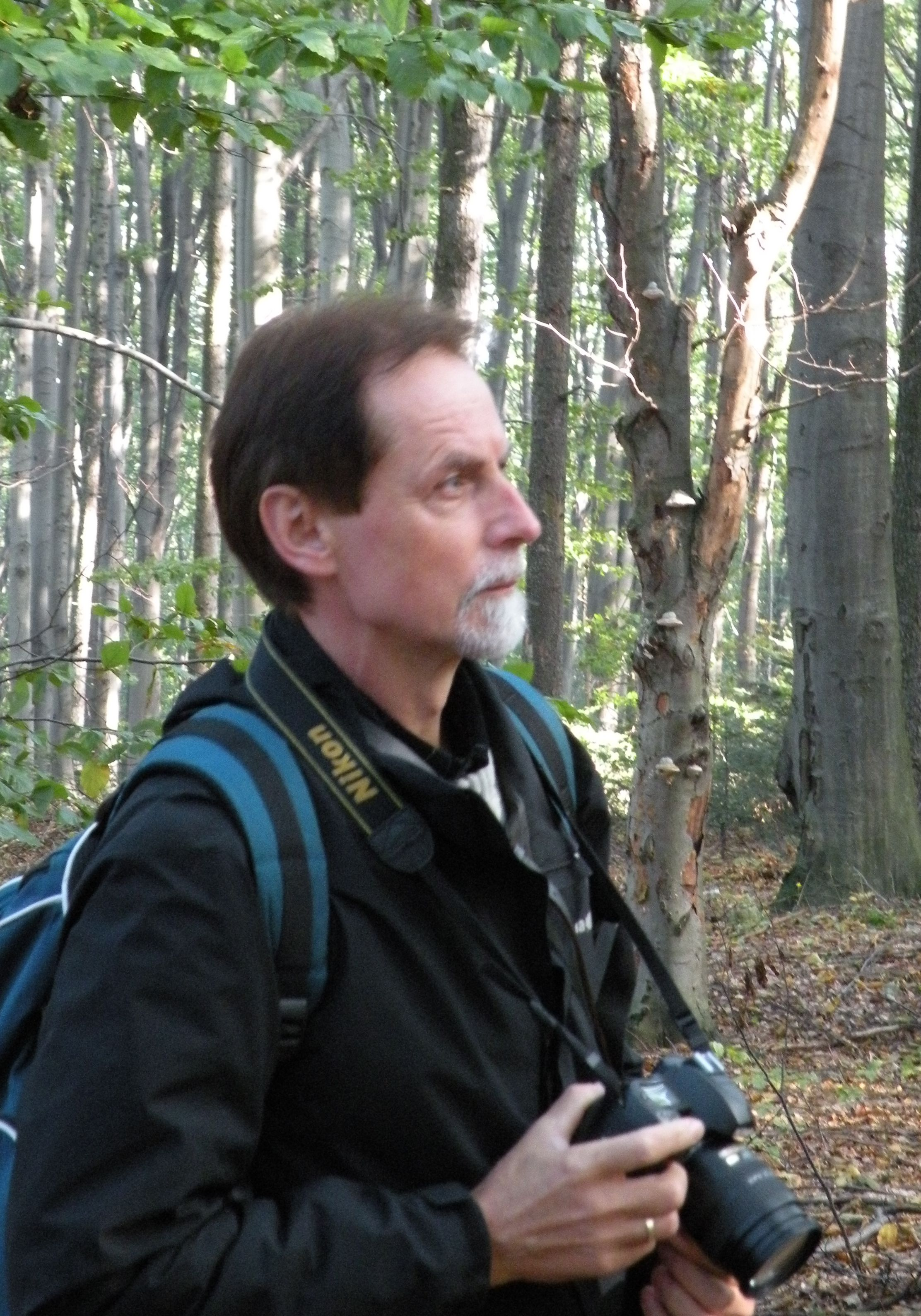
prof. J. Gutowski w 2010 r. na wycieczce terenowej w Górach Świętokrzyskich

Jerzy Marian Gutowski (ur. 27 lipca 1954 w Rybitwach koło Włocławka) – prof. dr hab., entomolog, specjalizujący się w chrząszczach z rodziny kózkowatych (entomologia leśna) oraz ekologii lasu (ochrona przyrody), pracownik naukowy Instytutu Badawczego Leśnictwa w Białowieży. Członek Rady Naukowej Białowieskiego Parku Narodowego.
Ukończył Technikum Mechaniczne w Elblągu, a następnie studia na Wydziale Leśnym Akademii Rolniczej w Poznaniu. Pracę magisterską z entomologii napisał w 1979 r. i uzyskał dyplom magistra inżyniera leśnictwa. W tym samym roku zatrudniony został w Zakładzie Lasów Naturalnych Instytutu Badawczego Leśnictwa w Białowieży. W 1985 r. uzyskał stopień doktora nauk leśnych na Wydziale Leśnym Akademii Rolniczej w Krakowie, przedstawiają pracę pt. "Kózkowate (Coleoptera: Cerambycidae) Puszczy Białowieskiej – studium biocenotyczno-ekologiczne". Habilitację w zakresie nauk leśnych uzyskał w 1996 r. w Instytucie Badawczym Leśnictwa na podstawie rozprawy pt. "Kózkowate (Coleoptera: Cerambycidae) wschodniej części Polski". W roku 2005 prezydent RP nadał mu tytuł profesora.

## Zainteresowania naukowe
Tematyka badań profesora J. Gutowskiego obejmuje entomologię leśną i ochronę przyrody. Badania dotyczą ekologii i ochrony owadów, w szczególności owadów saproksyliczne. Obszar badań zwiąże się także z faunistyką, koleopterologią, zoogeografią, biologią, morfologią i systematyką chrząszczy z rodzin: Buprestidae i Cerambycidae. Zajmuje się też problemem masowych pojawów kornika drukarza (Ips typographus), monitoringiem wybranych grup bezkręgowców, a także ochroną przyrody, zwłaszcza owadów.

## Ważniejsze osiągnięcia naukowe
Profesor J. Gutowski opublikował ponad 80 publikacji naukowych i ponad 30 opracowań popularnonaukowych.
Najważniejsze osiągnięcia naukowe:
- opisanie wielu gatunków chrząszczy nowych dla fauny Polski,
- opisanie nieznanych stadiów rozwojowych oraz rozpoznanie bionomii kilku gatunków z rodziny Buprestidae i Cerambycidae
- monograficzne opracowanie palearktycznych gatunków z rodzaju Phaenops, do którego należy m.in. przypłaszczek granatek, uważany za najgroźniejszego szkodnika sosny w Europie,
- odkrycie uczestnictwa przedstawiciela kózkowatych w zapylaniu storczyków,
- opracowanie wytycznych dotyczących ochrony owadów leśnych,
- udział w przygotowaniu monografii dotyczącej roli i znaczenia martwego drewna w lesie,
- zorganizowanie zespołu około 100 specjalistów-taksonomów, opracowanie oraz wydanie "Katalogu fauny Puszczy Białowieskiej".

## Członkostwo w towarzystwach naukowych
- Polskie Towarzystwo Entomologiczne,
- Polskie Towarzystwo Taksonomiczne,
- Towarzystwo Ochrony Puszczy Białowieskiej,
- członek Rady Naukowej Instytutu Badawczego Leśnictwa,
- członek Muzeum i Instytutu Zoologii PAN w Warszawie.
- członkiem redakcji czasopisma "Parki Narodowe i Rezerwaty Przyrody".

## Książki
- Gutowski J. J., Jaroszewicz B., (red.) 2001. Katalog Puszczy Białowieskiej – Catalogue of the fauna of Białowieża Primeval Forest. IBL, Warszawa, 403 str.
- Gutowski J. M. (red.), Bobiec A., Pawlaczyk P., Zub K. 2004. Drugie życie drzewa. WWF Polska, Warszawa – Hajnówka, 245 pp.

## Publikacje
- Gutowski J. M., Ługowoj J. 1984. Immature stages of Dicerca (Dicerca) alni (FISCHER) (Coleoptera, Buprestidae). Polskie Pismo Entomol., 54, 1: 131-143.
- Gutowski J. M. 1986. Species composition and structure of the communities of longhorn beetles (Col., Cerambycidae) in virgin and managed stands of Tilio-Carpinetum stachyetosum association in the Białowieża Forest (NE Poland). Zeitschr. Angew. Entomol., 102, 4: 380-391.
- Gutowski J. M. 1988. Studies on morphology, biology, ecology and distribution of Leioderus kollari REDTB. (Coleoptera, Cerambycidae). Polskie Pismo Entomol., 58, 2: 309-357.
- Gutowski J. M. 1989. Ocena stanu poznania kózkowatych (Coleoptera: Cerambycidae) parków narodowych i rezerwatów przyrody w Polsce. Ochr. Przyr., 1988, 46: 281-307.
- Gutowski J. M. 1990. Pollination of the orchid Dactylorhiza fuchsii by longhorn beetles in primeval forests of northeastern Poland. Biol. Conserv., 51, 4: 287-297.
- Gutowski J. M. 1992. Kózkowate (Coleoptera: Cerambycidae) Roztocza. Fragm. Faunist., 35: 351-383.
- Gutowski J. M., Królik R., Partyka M. 1992. Studia nad biologią, występowaniem i znaczeniem gospodarczym w Polsce bogatków z rodzaju Phaenops DEJEAN (Coleoptera: Buprestidae). Prace Inst. Bad. Leśn., A, 736: 3-79.
- Gutowski J. M. 1993. Agrilus bialowiezaensis sp. n. from Poland (Coleoptera: Buprestidae). Genus, 4(4): 295-302.
- Gutowski J. M. 1995. Kózkowate (Coleoptera: Cerambycidae) wschodniej części Polski. Prace Inst. Bad. Leśn., A, 811: 1-189.
- Gutowski J. M. 1995: Changes in communities of longhorn and buprestid beetles (Coleoptera: Cerambycidae, Buprestidae) accompanying the secondary succession of the pine forests of Puszcza Białowieska. Fragm. Faunist., 38: 389-409.
- Gutowski J. M., Kubisz D. 1995. Entomofauna drzewostanów pohuraganowych w Puszczy Białowieskiej. Prace Inst. Bad. Leśn., A, 788: 91-129.
- Gutowski J. M., KróliK R. 1996. A review of the morphology, distribution and biology of Palaearctic species of the genus Phaenops DEJ. (Coleoptera: Buprestidae). Crystal, ser. Zoologica, 3: 1-88.
- Gutowski J. M, Buchholz L. 2000. Owady leśne – zagrożenia i propozycje ochrony. Wiad. Entomol., 18, Supl. 2: 43-72.
- Gutowski J. M, Jędrzejewski W., Faliński J. B., Okołów C., Popiel J., Jędrzejewska B., Brzeziecki B., Korczyk A. 2000. Zasady funkcjonowania Białowieskiego Parku Narodowego powiększonego na cały obszar polskiej części Puszczy Białowieskiej (propozycja). Białowieża, 63 str.
- Gutowski J. M., Jaroszewicz B. (red.) 2001. Katalog fauny Puszczy Białowieskiej. Inst. Bad. Leśn., Warszawa, 403 str.
- Gutowski J. M., Ługowoj J. 2000. Buprestidae (Coleoptera) of the Białowieża Primeval Forest. Polskie Pismo Ent., 69, 3: 279-318.
- Gutowski J. M. 2002. Problem ochrony ekosystemów leśnych a gradacje kornika drukarza – wprowadzenie. Prace Inst. Bad. Leśn., A, 1(926): 5-15.
- Nilsson S. G., Niklasson M., Hedin J., Aronsson G., Gutowski J. M., Linder P., Ljunberg H., Mikusiński G., Rranius T. 2002. Densities of large living and dead trees in old-growth temperate and boreal forests. Forest Ecology and Management, 161: 189-204.
- Gutowski J. M., Wanat M. 2002. Agrilus querini LACORDAIRE in BOISDUVAL et LACORDAIRE, 1835 (Coleoptera: Buprestidae) – gatunek nowy dla fauny Polski. Wiad. Entomol., 20, 3-4: 131-136.
- Gutowski J. M. 2004. Bezkręgowce jako obiekt monitoringu biologicznego w Puszczy Białowieskiej. Leśne Prace Badawcze, 1: 23-54.
- Sweeney J., De Groot P., MacDonald L., Smith S., Cocquempot C., Kenis M., Gutowski J. M. 2004. Host volatile attractants and traps for detection of Tetropium fuscum (F.), Tetropium castaneum L., and other longhorned beetles (Coleoptera: Cerambycidae). Environ. Entomol., 33, 4: 844-854.
- Gutowski J. M., Ruta R. 2004. Waloryzacja przyrodnicza gminy Tuczno (Pojezierze Zachodniopomorskie) w oparciu o wyniki wstępnych badań nad chrząszczami (Insecta: Coleoptera). Nowy Pam. Fizjogr., 3, 1-2: 27-60.
- Gutowski J. M. 2005. Kózkowate (Cerambycidae). W: Fauna Polski – charakterystyka i wykaz gatunków. Tom I. (eds W. Bogdanowicz, E. Chudzicka, I. Pilipiuk, E. Skibińska). MiIZ PAN, Warszawa, 2004, 49-53, 73-76.
- Gutowski J. M. 2005. Bogatkowate (Buprestidae). W: Fauna Polski – charakterystyka i wykaz gatunków. Tom I. (eds W. Bogdanowicz, E. Chudzicka, I. Pilipiuk, E. Skibińska). MiIZ PAN, Warszawa, 2004, 114-118, 132-133.

## Nagrody i odznaczenia
- Srebrny Krzyż Zasługi (2000 r.)
- Nagroda Ministra Środowiska za szczególne osiągnięcia naukowo-badawcze w zakresie ochrony, kształtowania i użytkowania środowiska oraz jego zasobów, w szczególności za książkę "Katalog fauny Puszczy Białowieskiej" (2002 r.)